# Trachidermus fasciatus
Trachidermus fasciatus este o specie de pești din suprafamilia Cottoidea și singurul membru al taxonului monotopic Trachidermus. Este nativă în liniile de coastă din China, Japonia și Coreea, unde trăiește în gurile de vărsare ale râurilor.

## Descriere
Această specie poate ajunge la o lungime de circa 20 cm și la o greutate de circa 350 g. Are un cap mare și nevertebrat cu o gură mare și ochi mici apropiați de vârful botului. Maxilarul este puțin proeminent. Aripioara dorsală are 8 spini osoși și 19–20 de radii, iar aripioara anală nu are niciun spin osos, dar are 17–18 radii. Acestui pește îi lipsesc solzii, corpul fiindu-i acoperit de tuberculi. Branhiile se deschid larg și au câte 2 dungi portocalii.
Specia Trachidermus fasciatus trăiește în râuri, estuare și ape oceanice de coastă. Este catadrom; adulții depun icre pe malurile gurilor de vărsare ale râurilor și, după eclozare, juvenilii înoată în amonte spre râurile cu apă dulce.

## Reproducere
Femela depune în general icrele în cochilii de bivalve; au fost descoperite cuiburi în cochilii de Crassostrea rivularis și de Atrina pectinata. Pentru a își face cuibul, femela folosește structuri ușor disponibile, precum bolțarii, bucățile de bambus sau sticlele de sticlă. În general, masculul este cel care apără cuibul. Ouăle variază la culoare de la galben-roșiatic până la culoarea mandarinei, având în jur de 2 mm în lățime, fiind lipicioase în interior, aderând cu cochilia sau cu alte materiale din cuib. Peștii proaspăt ieșiți din ou au circa 7 mm în lungime.

## Hrănire
Acestă specie este un prădător. Adulții se hrănesc cu pești mici și creveți iar juvenilii cu zooplancton și rotifere. În Marea Ariake din Japonia, arată o preferință evidentă pentru copepodele calanoide din specia Sinocalanus sinensis. Juvenilii au fost hrăniți în laboratoare cu chironomide, Cladocere și cu creveți Artemia salina din genul Artemia.

## Stare ecologică
Habitatul acestei specii este degradat în unele zone, în special în gurile de vărsare ale râurilor din zonele de coastă ale Chinei. Poluarea cauzată de dezvoltarea rapidă a mediului urban, pescuirea excesivă și construirea barajelor și a digurilor au amenințat specia în această zonă. Schimbarea hidrologiei din zonă, în principal provocată de baraje, împiedică migrarea peștilor în sistemele fluviale.